# إريك أبياه
إريك أبياه (بالإنجليزية: Eric Appiah)‏ هو لاعب كرة قدم غاني، ولد في 8 مايو 2001 في غانا.